# Lohák (odrůda jablek)
Lohák (Malus Domestica Lohák) je ovocný strom, kultivar druhu jabloň domácí z čeledi růžovitých. Plody jsou řazeny mezi zimní odrůdy jablek, sklízí se v říjnu, konzumní zralosti dosahují v lednu, skladovatelné jsou do června. Odrůda je velmi odolná proti mrazu, strupovitostí trpí silněji, proti padlí a rakovině je odolná. Odrůda je nenáročná na půdu a lze ji pěstovat i v okrajových oblastech do 600 m n. m.

## Původ a rozšíření
Rozšířená hlavně ve starších sadech na Jičínsku a v Královéhradeckém kraji. Je zřejmě totožná s rakouskou odrůdou Grosser oberöstereichischer Brünnerling.

## Charakteristika stromu
Roste velmi bujně, později středně bujně. Vytváří vysoce kulovitou, mohutnou převislou korunu kulovitého tvaru. Do plodnosti nastupuje pozdě, plodnost je vysoká, ale střídavá.

### Květy
Doba kvetení je poloraná, odrůda je špatným opylovačem (jde o triploidní odrůdu).

## Plod
Plody jsou velké, hranaté, žebernaté nebo vysoce kulovité s hladkou, později mastnou slupkou, která má žlutozelenou barvu na osluněné straně s červeným žíháním nebo líčkem. Dužnina je tuhá, zelenavá, později bílá až bělavě žlutá, hrubá, šťavnatá, kyselé, nebo navinulé chuti, bez jakéhokoliv aromatu, podřadné kvality. Plody při skladování nehnijí ani nevadnou.

### Použití
Odrůda je díky odolnosti proti otlakům vhodná k transportu, dále ke konzervaci a k moštování.

## Zhodnocení
Přednostmi této odrůdy jsou dobrá a dlouhá skladovatelnost a malá náročnost na stanoviště. Nedostatkem je především podřadná chuť plodů.